# William Jennings Bryan
William Jennings Bryan (Salem, 19 marzo 1860 – Dayton, 26 luglio 1925) è stato un politico statunitense esponente del Partito Democratico.
Fu il candidato del suo partito per tre volte alle elezioni presidenziali: a quelle del 1896, a quelle del 1900 e a quelle del 1908, ma fu sempre sconfitto, da William McKinley le prime due volte e da William Howard Taft la terza. Fu un forte sostenitore del proibizionismo e un grande nemico dell'evoluzionismo darwiniano, contro il quale si distinse nel 1925 nel processo contro John Scopes, reo di aver insegnato la teoria dell'evoluzione in una scuola del Tennessee, processo di cui parlarono molto i giornali e le radio.
A partire dal 1896 Bryan emerse come personalità dominante nel Partito Democratico. Prima delle tre candidature alla presidenza era stato deputato alla Camera dei rappresentanti; dopo di esse fu segretario di Stato con il presidente Woodrow Wilson. Aveva una grande fiducia nella saggezza della gente comune, per cui era spesso chiamato "The Great Commoner".
Nato e cresciuto nell'Illinois, Bryan si trasferì nel Nebraska negli anni 1880. Vinse l'elezione alla Camera dei rappresentanti nelle elezioni del 1890, venendo poi rieletto per un secondo mandato; si candidò quindi senza successo per il Senato nel 1894. Alla Convenzione nazionale democratica del 1896 Bryan pronunciò il suo famoso discorso sulla "croce d'oro", contro il sistema aureo e gli interessi economici dell'Est, e si spese a favore di politiche inflazionistiche basate sull'uso dell'argento per emettere moneta. Ripudiando il presidente democratico in carica, Grover Cleveland, e i suoi Democratici "Bourbon" conservatori, la Convenzione democratica nominò Bryan candidato presidente, facendolo diventare il più giovane candidato alla presidenza di un grande partito nella storia degli Stati Uniti. Successivamente Bryan ottenne anche l'appoggio del Partito populista, e molti populisti alla fine avrebbero seguito Bryan nel Partito Democratico. Nelle elezioni presidenziali del 1896, intensamente combattute, Bryan fu battuto dal candidato repubblicano William McKinley. Con 36 anni di età, Bryan rimane la persona più giovane nella storia degli Stati Uniti a ottenere almeno un grande elettore. In seguito Bryan guadagnò fama come oratore, intraprendendo un giro di conferenze in tutti gli Stati Uniti nel 1896, toccando 27 Stati e un pubblico di cinque milioni di persone.
Bryan mantenne il controllo del Partito Democratico e fu nuovamente candidato alle elezioni presidenziali del 1900. Dopo la guerra ispano-americana, Bryan era diventato un feroce oppositore dell'imperialismo statunitense e gran parte della sua campagna elettorale si concentrò su questo tema. Alle elezioni però McKinley sconfisse nuovamente Bryan, vincendo diversi Stati dell'Ovest che erano andati a Bryan nel 1896. L'influenza di Bryan nel partito si indebolì e dopo queste elezioni i Democratici nominarono il conservatore Alton Brooks Parker per le elezioni presidenziali del 1904. Parker tuttavia fu clamorosamente sconfitto dal repubblicano Theodore Roosevelt, e questo riportò in auge Bryan, anche perché gli elettori di entrambi i partiti vedevano con più simpatia le riforme progressiste da lui sostenute da tempo. Bryan vinse la nomina del suo partito alle elezioni presidenziali del 1908, ma fu sconfitto dal successore prescelto di Roosevelt, William Howard Taft. Bryan e Henry Clay sono i soli a non aver mai vinto un'elezione presidenziale pur ottenendo grandi elettori in tre diverse elezioni tenutesi dopo la ratifica del XII emendamento nel 1804.
I Democratici persero tutte le seguenti elezioni presidenziali fino a quelle del 1912, quando vinsero con Woodrow Wilson. Bryan fu ricompensato per il sostegno a Wilson con l'importante posizione di segretario di Stato. Bryan aiutò Wilson a far approvare dal Congresso diverse riforme progressiste, ma si scontrò con Wilson sulla neutralità degli Stati Uniti nella prima guerra mondiale. Fermo neutralista, Bryan si dimise dal suo incarico nel 1915 quando Wilson inviò alla Germania una nota di protesta in risposta all'affondamento del RMS Lusitania da parte di un U-Boot tedesco. Dopo aver lasciato l'incarico Bryan mantenne parte della sua influenza all'interno del Partito Democratico, ma si dedicò sempre più alle questioni religiose e all'attivismo contro l'evoluzionismo. Si oppose al darwinismo per motivi religiosi e umanitari; l'episodio più famoso avvenne nel 1925 con il processo contro John Scopes, reo di aver insegnato la teoria della evoluzione in una scuola del Tennessee.
Dopo la sua morte nel 1925, Bryan ha suscitato reazioni contrastanti da parte di vari commentatori, ma è generalmente considerato una delle figure più influenti dell'era progressista.

## Biografia

### Primi anni
Nacque a Salem, nella cosiddetta regione di Little Egypt nell'Illinois meridionale; i suoi genitori furono Silas e Mary Ann Bryan. Suo padre Sylas era nato in Virginia ed era di origini irlandesi; dopo aver studiato legge a Lebanon, si dedicò all'insegnamento nelle scuole superiori mentre si preparava all'esame di qualificazione professionale. Fu lì che incontrò la sua futura moglie, Mary Elizabeth Jennings, con la quale si trasferì a Salem. Sylas era un democratico fedele agli ideali del presidente Andrew Jackson e riuscì ad essere eletto al senato dell'Illinois, dove ebbe occasione di conoscere Abraham Lincoln e Stephen Douglas. Nel 1860, anno di nascita del piccolo William, Sylas perse il suo seggio in favore di un avversario repubblicano, ma vinse un'elezione a giudice dello Stato dell'Illinois.
Nel 1866 la famiglia Bryan si trasferì in una fattoria a nord di Salem, vivendo in una grande casa. Mentre suo padre continuava a svolgere la sua attività di giudice occupandosi altresì delle attività della fattoria, il giovane William cresceva assimilando gli ideali di questo ambiente. Nel 1872 suo padre Silas abbandonò la sua attività professionale per concorrere alle elezioni per la Camera dei rappresentanti nella lista dei Democratici, ma venne sconfitto dagli avversari repubblicani e fu costretto a tornare all'attività forense. Entrambi i genitori di William erano dei ferventi religiosi: sua madre era una metodista, mentre suo padre era un battista. Anche William fu educato alla pratica religiosa e iniziò a frequentare la Chiesa presbiteriana del Cumberland, presso la quale venne battezzato, all'età di 14 anni, nel 1874.
Negli anni a seguire William Jennings Bryan si sarebbe riferito al giorno del suo battesimo come il giorno più importante di tutta la sua esistenza. Tuttavia, raggiunta la maggiore età, William abbandonò la Chiesa presbiteriana del Cumberland per unirsi alla Chiesa presbiteriana degli Stati Uniti d'America. Sin dall'età di 10 anni William venne educato in casa, seguendo non solo i dettami religiosi della Bibbia, ma anche i precetti morali contenuti nella serie di libri per l'educazione dell'infanzia noti come "McGuffey Readers". Questi ideali restarono radicati nell'animo di William Jennings Bryan; tra essi occorre sottolineare il precetto che condannava il gioco d'azzardo e l'uso di alcolici.
Nel 1874 Bryan venne mandato a Jacksonville per studiare alla Whipple Academy, un distaccamento dell'Illinois College, un importante istituto privato di studi superiori, nel quale in seguito si diplomò con il grado di valedictorian in studi classici nel 1881. In seguito si trasferì all'Union Law College di Chicago per studiare legge. Dopo la laurea Bryan esercitò il mestiere di avvocato a Jacksonville dal 1883 al 1887. Nel 1887 si trasferì a Lincoln nel Nebraska.

### Inizio della carriera politica
Bryan intraprese con successo la sua attività legale a Lincoln, avendo come socio Adolphus Talbot, un repubblicano che Bryan aveva conosciuto all'università. Bryan iniziò anche a fare politica, facendo campagna elettorale per i Democratici, in particolare Grover Cleveland. Si fece notare per l'efficacia dei suoi discorsi, e si candidò alla Camera dei rappresentanti federale per l'elezione del 1890. Bryan chiedeva una riduzione dei dazi doganali, l'uso dell'argento per l'emissione di moneta in rapporto uguale rispetto all'oro, e un'azione per limitare i cartelli. Bryan vinse l'elezione, sconfiggendo il deputato in carica, il repubblicano William James Connell. Era soltanto la seconda volta che un democratico riusciva a vincere in Nebraska. A livello nazionale, i Democratici guadagnarono 27 seggi alla Camera, raggiungendo la maggioranza.
Bryan riuscì ad entrare nell'ambita Commissione fiscale della Camera. Acquisì rapidamente la fama di essere un grande oratore e cercò di conseguire una solida conoscenza delle principali questioni economiche del tempo. Durante l'era dorata, il Partito Democratico aveva iniziano a scindersi in due. I conservatori dei "Bourbon Democrat" al Nord, con qualche alleato al Sud, volevano limitare l'estensione e il peso del governo federale. L'altra tendenza, costituita soprattutto dagli interessi agrari del Sud e dell'Ovest, era a favore di un maggiore intervento del governo per aiutare gli agricoltori, regolare la costruzione di ferrovie e in generale limitare il potere delle grandi aziende. Bryan aderì a questi ultimi, sostenendo l'uso dell'argento nell'emissione di moneta e l'istituzione di una tassa federale sul reddito, progressiva. Guadagnò simpatie tra i riformatori, ma ne perse tra i Democratici conservatori del Nebraska.
Bryan si candidò alla rielezioni nel 1892, con l'appoggio anche di molti Populisti, e egli stesso appoggiò il candidato del Partito Populista alle presidenziali, James B. Weaver, anziché il candidato democratico Grover Cleveland. Bryan fu rieletto per soli 140 voti, mentre Cleveland batté Weaver e il presidente in carica, il repubblicano Benjamin Harrison, alle elezioni del 1892. Cleveland nominò un gabinetto composto in gran parte da democratici conservatori. Poco dopo l'insediamento di Cleveland, una serie di chiusure di banche portò al panico del 1893 e a una grave crisi economica. Come risposta, Cleveland convocò una sessione speciale del Congresso per chiedere l'abrogazione della legge detta Sherman Silver Purchase, del 1890, che richiedeva al governo federale di acquistare diversi milioni di once d'argento ogni mese. Sebbene Bryan avesse organizzato una campagna per salvare la legge, essa fu abrogata da una coalizione di Repubblicani e di Democratici. Bryan, tuttavia, riuscì ad approvare un emendamento che prevedeva l'istituzione della prima imposta federale sul reddito in tempo di pace.
Con il declino dell'economia dopo il 1893, le riforme volute da Bryan e dai Populisti divennero anche gradite a molti elettori. Piuttosto che candidarsi alla rielezione nel 1894, Bryan cercò l'elezione al Senato degli Stati Uniti. A livello nazionale, il Partito Repubblicano riportò un'enorme vittoria alle elezioni del 1894, ottenendo oltre 120 seggi alla Camera. In Nebraska, nonostante la popolarità di Bryan, i Repubblicani elessero la maggioranza dei parlamentari statali e Bryan perse l'elezione al Senato contro il repubblicano John Mellen Thurston. Bryan era comunque soddisfatto del risultato delle elezioni del 1894, poiché l'ala di Cleveland del Partito Democratico era stata screditata e il candidato governatore preferito di Bryan, Silas A. Holcomb, era stato eletto da una coalizione di Democratici e Populisti.
Dopo le elezioni del 1894, Bryan intraprese un giro di conferenze a livello nazionale, con lo scopo di propugnare l'uso dell'argento, spostare il suo partito lontano dalle politiche conservatrici dell'amministrazione di Cleveland, attirare Populisti e Repubblicani favorevoli all'uso dell'argento nel Partito Democratico e aumentare la visibilità prima delle prossime elezioni. I discorsi di Bryan erano remunerati, e questo gli consentì di abbandonare la sua pratica legale e di dedicarsi a tempo pieno all'oratoria.

### Candidature alla presidenza

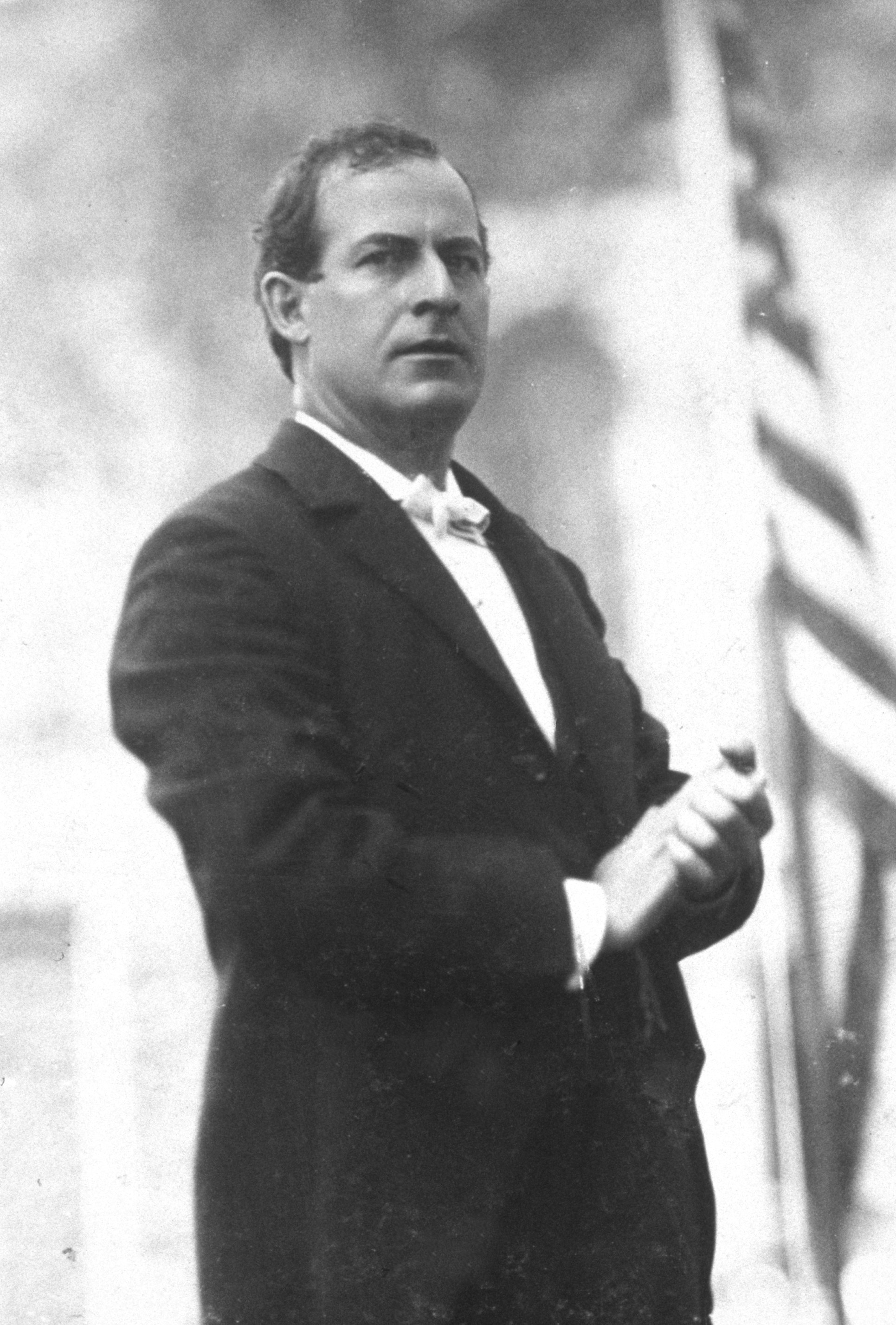
Bryan in campagna elettorale per la presidenza, ottobre 1896

Nel 1896, la corrente favorevole all'uso dell'argento nell'emissione di moneta era in ascesa all'interno del partito. Sebbene molti leader democratici non fossero entusiasti dell'"argento libero" quanto lo era Bryan, la maggior parte riconobbe che fosse meglio per il partito prendere le distanze dalle politiche impopolari dell'amministrazione Cleveland. All'inizio della Convenzione nazionale democratica del 1896, il deputato Richard P. Bland, fautore da lunga data dell'"argento libero", era visto da molti come il principale pretendente alla nomina del partito. Bryan sperava di avere l'opportunità di candidarsi, ma la sua giovane età e la relativa inesperienza lo facevano apparire debole rispetto a veterani come Bland, il governatore dell'Iowa Horace Boies e il vicepresidente Adlai Stevenson. La corrente per l'"argento libero" riuscì a prendere rapidamente il controllo della Convenzione e Bryan aiutò a redigere un programma elettorale che ripudiava Cleveland, attaccava le sentenze conservatrici della Corte Suprema e definiva il sistema aureo "non solo non americano ma anti-americano."

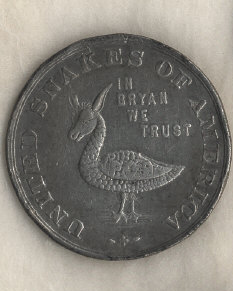
"SERPENTI UNITI D'AMERICA" "CONFIDIAMO IN BRYAN" finta moneta satirica del 1896, conosciuta come "Soldo Bryan"

I Democratici conservatori chiesero un dibattito sul programma del partito e il terzo giorno della Convenzione ciascuna corrente presentò una lista di oratori per discutere dell'"argento libero" e del sistema aureo. Bryan e il senatore Benjamin Tillman della Carolina del Sud furono scelti come oratori che avrebbero sostenuto l'"argento libero", ma il discorso di Tillman fu male accolto dai delegati non del Sud, a causa del suo localismo e dei riferimenti alla guerra civile. Incaricato di tenere l'ultimo discorso della Convenzione sul tema della politica monetaria, Bryan colse la sua opportunità per emergere come il democratico più in vista della nazione. Nel suo discorso sulla Croce d'oro, Bryan sostenne che il dibattito sulla politica monetaria faceva parte di una più ampia lotta per la democrazia, l'indipendenza politica e il benessere dell'"uomo comune". Il discorso di Bryan fu accolto con un applauso entusiasta e congratulazioni durate più di mezz'ora.
Il giorno successivo, il Partito Democratico tenne le votazioni per la nomina del candidato. Con l'importante sostegno del governatore dell'Illinois John Altgeld, Bland arrivò in testa al primo scrutinio della Convenzione, senza raggiungere i due terzi necessari. Bryan era secondo, distanziato, ma il suo discorso sulla Croce d'oro aveva fortemente impressionato molti delegati. Nonostante i leader del partito come Altgeld non si fidavano a nominare un candidato così inesperto, i voti per Bryan aumentarono nei successivi quattro scrutini. Al quarto scrutinio era in testa, e al quinto raggiunse la maggioranza necessaria per la nomina. A 36 anni, Bryan divenne (e lo è ancora) il più giovane candidato alla presidenza di un importante partito nella storia degli Stati Uniti. La convenzione nominò Arthur Sewall, un ricco costruttore navale del Maine anch'egli a favore dell'"argento libero" e dell'imposta sul reddito, come compagno di corsa di Bryan.

### Elezioni generali
I democratici conservatori noti come "Gold Democrats" decisero di nominare altri candidati alla presidenza e vicepresidenza. Cleveland stesso, seppur non attaccando pubblicamente Bryan, privatamente gli preferì il candidato repubblicano, William McKinley. Anche molti giornali delle città nel Nordest e nel Midwest che avevano sostenuto precedenti candidati dei Democratici si opposero alla candidatura di Bryan. Bryan, tuttavia, ottenne il sostegno del Partito populista, che nominò un binomio composto da Bryan e Thomas E. Watson della Georgia. Sebbene i leader populisti temessero che appoggiare il candidato democratico avrebbe danneggiato il partito a lungo termine, condividevano molte delle opinioni politiche di Bryan e avevano sviluppato un rapporto di lavoro produttivo con Bryan. La campagna repubblicana dipinse McKinley come "agente in avanscoperta della prosperità" e dell'armonia sociale e metteva in guardia dai presunti pericoli dell'elezione di Bryan. McKinley e il suo responsabile della campagna, Mark Hanna, sapevano che McKinley non poteva eguagliare le capacità oratorie di Bryan. Anziché intraprendere una campagna di discorsi itinerante, il candidato repubblicano condusse una cosiddetta "campagna da portico anteriore", facendo pochi comizi e spostandosi poco. Hanna, nel frattempo, raccolse una somma di denaro senza precedenti, inviato altre persone a tenere comizi e organizzato la distribuzione di milioni di opuscoli elettorali.

Risultati delle elezioni del 1896

Molto meno dotata finanziariamente, la campagna elettorale democratica si basò in gran parte sulle capacità oratorie di Bryan. Rompendo con la tradizione di non impegnarsi direttamente nella campagna elettorale, osservata dalla maggior parte dei candidati del partito, Bryan tenne circa 600 discorsi, principalmente nel Midwest molto in bilico. Bryan inventò un tipo di giro di comizi per cui li iniziava sempre con lo stesso discorso; raggiunse un pubblico di 5 milioni in 27 stati. Cercava di coalizzare il Sud bianco, i contadini poveri del nord, i lavoratori dell'industria e i minatori d'argento contro le banche, le società ferroviarie e il "potere monetario". L'"argento libero" era gradito agli agricoltori, in quanto l'inflazione generata avrebbe alzato i prezzi di vendita dei loro prodotti, ma non ai lavoratori dell'industria, i cui salari non seguivano l'inflazione, al contrario di tutti i beni acquistati. Le città industriali votarono per McKinley, che vinse in quasi tutto il Midwest orientale e industriale e fece bene lungo il confine e la costa ovest. Bryan si aggiudicò tutti gli Stati del sud e delle montagne e le regioni della coltura del grano del Midwest. I protestanti nostalgici applaudirono la retorica quasi religiosa di Bryan. Le minoranze etniche votarono per McKinley, che prometteva che non sarebbero stati esclusi dalla nuova prosperità, e così fecero gli agricoltori più ricchi e la classe media in rapida crescita.
McKinley vinse le elezioni con un margine abbastanza confortevole, ottenendo il 51% del voto popolare e 271 grandi elettori. I Democratici rimasero fedeli a Bryan dopo la sconfitta; molte lettere lo esortavano a candidarsi di nuovo alle elezioni presidenziali del 1900. Il fratello minore di William, Charles W. Bryan, compilò un elenco di sostenitori a cui i due fratelli Bryan avrebbero inviato messaggi regolari per i successivi trent'anni. Il partito populista si sciolse dopo le elezioni; molti populisti, tra cui James Weaver, seguirono Bryan nel Partito Democratico, mentre altri seguirono Eugene V. Debs nel Partito Socialista.

### Guerra ispano-americana
A causa delle migliori condizioni economiche per gli agricoltori e degli effetti della corsa all'oro, l'"argento libero" perse di importanza come questione elettorale negli anni successivi al 1896. Nel 1900, il presidente McKinley firmò la legge detta Gold Standard Act, che adottava il sistema aureo. Bryan rimase popolare nel Partito Democratico e i suoi sostenitori presero il controllo delle organizzazioni del partito in tutto il paese, ma inizialmente continuò a insistere a favore dell'"argento libero". La politica estera divenne una questione importante a causa della Guerra d'indipendenza cubana in corso contro la Spagna, poiché molti americani sostenevano l'indipendenza cubana. Dopo l'esplosione della USS  Maine  nella baia dell'Avana, gli Stati Uniti dichiararono guerra alla Spagna nell'aprile 1898, dando inizio alla guerra ispano-americana. Sebbene diffidente nei confronti del militarismo, Bryan era da tempo favorevole all'indipendenza cubana e sostenne quindi la guerra. Disse che "non può arrivare la pace universale fino a quando la giustizia non regnerà in tutto il mondo. Finché la giustizia non avrà trionfato in ogni terra e l'amore regni in ogni cuore, il governo deve, come ultima risorsa, fare appello alla forza ". 

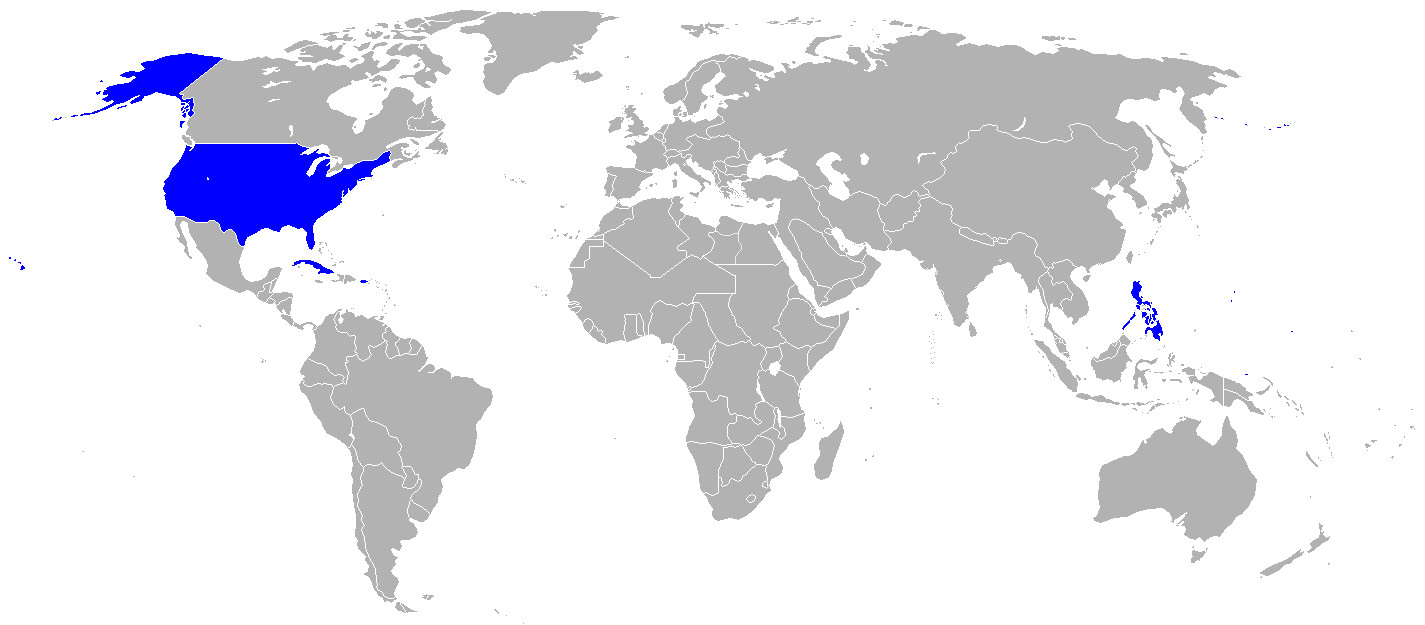
Gli Stati Uniti e i loro possedimenti coloniali dopo la guerra ispano-americana

Su richiesta del governatore Silas A. Holcomb, Bryan reclutò un reggimento di duemila uomini per la Guardia Nazionale del Nebraska e i soldati del reggimento elessero Bryan come loro capo. Sotto il comando del colonnello Bryan, il reggimento fu trasportato a Camp Cuba Libre in Florida, ma i combattimenti tra la Spagna e gli Stati Uniti terminarono prima che il reggimento raggiungesse Cuba. Il reggimento di Bryan rimase in Florida per mesi dopo la fine della guerra, impedendo così a Bryan di assumere un ruolo attivo nelle elezioni di medio termine del 1898. Bryan si dimise dal suo incarico e lasciò la Florida nel dicembre 1898, dopo che gli Stati Uniti e la Spagna avevano firmato il trattato di Parigi. Bryan aveva sostenuto la guerra per ottenere l'indipendenza di Cuba, ma il fatto che il trattato di Parigi avesse concesso agli Stati Uniti il controllo sulle Filippine lo aveva indignato. Molti Repubblicani credevano che gli Stati Uniti avessero l'obbligo di "civilizzare" le Filippine, ma Bryan si oppose fermamente a quello che considerava l'imperialismo statunitense. Nonostante ciò, Bryan esortò i suoi sostenitori a ratificare il trattato di Parigi; voleva porre rapidamente fine in modo ufficiale alla guerra e poi concedere l'indipendenza alle Filippine il prima possibile. Con il sostegno di Bryan, il trattato fu ratificato al Congresso con pochi voti di scarto. All'inizio del 1899 scoppiò la guerra filippino-americana quando il governo filippino di Emilio Aguinaldo cercò di fermare l'invasione statunitense dell'arcipelago.

### Elezioni presidenziali del 1900

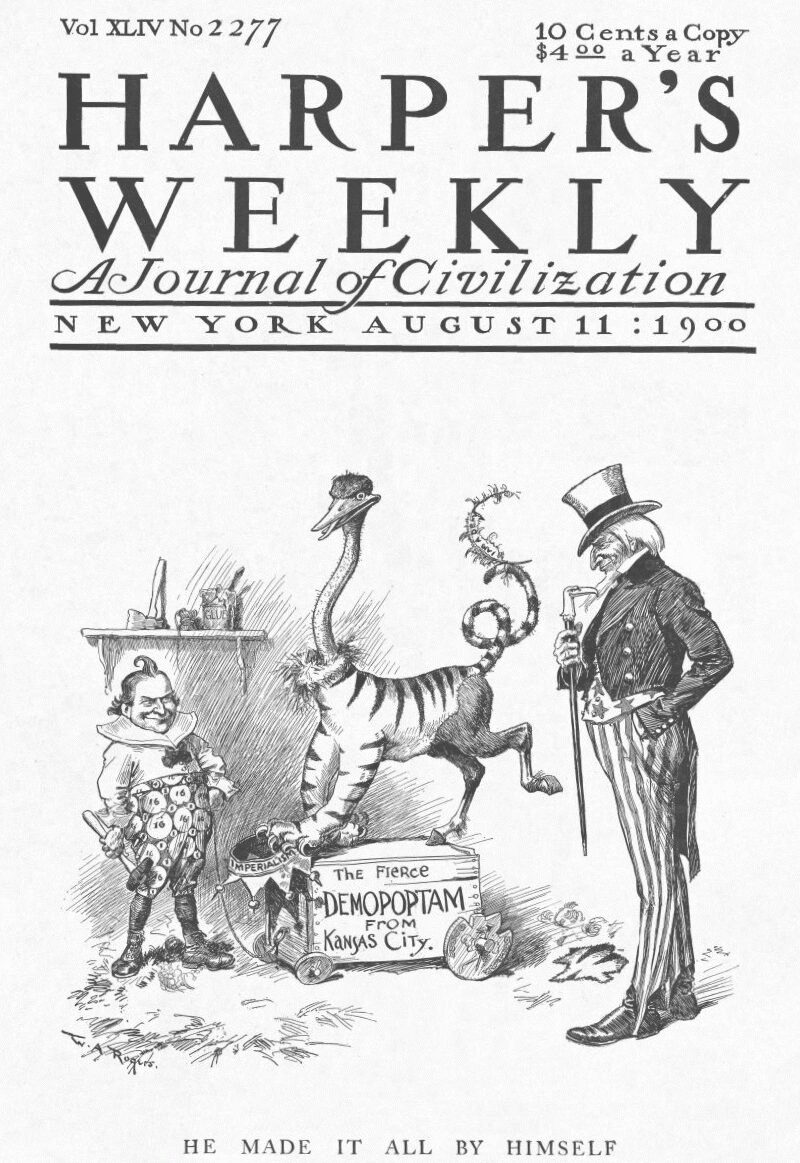
I conservatori ridicolizzavano il programma elettorale di Bryan nel 1900, molto vario.

La Convenzione nazionale democratica del 1900 si tenne a Kansas City, nel Missouri, il luogo più occidentale in cui uno dei due principali partiti aveva mai tenuto una convenzione. Alcuni leader democratici contrari a Bryan avevano sperato di nominare l'ammiraglio George Dewey alla presidenza, ma Bryan non ebbe alcuna opposizione significativa al momento della Convenzione e vinse la nomina del suo partito all'unanimità. Bryan non partecipò alla convenzione, ma controllava lo svolgimento della Convenzione tramite telegrafo. Riguardo a quale dovesse essere la questione principale della campagna elettorale, molti dei suoi più ferventi sostenitori volevano che Bryan continuasse la sua crociata per l'"argento libero", mentre i Democratici del Nordest consigliavano a Bryan di centrare la sua campagna sul crescente potere dei cartelli. Bryan, tuttavia, decise che la sua campagna si sarebbe concentrata sull'anti-imperialismo, in parte per unire le fazioni del partito e conquistare alcuni Repubblicani. Il programma elettorale del partito conteneva parti a sostegno dell'"argento libero" e contro il potere dei cartelli, ma l'imperialismo fu definito la "questione fondamentale" della campagna. Il partito nominò l'ex vicepresidente Adlai Stevenson come compagno di corsa di Bryan. Nel discorso di accettazione della nomina, Bryan sostenne che le elezioni rappresentavano "una gara tra democrazia e plutocrazia". Criticò molto l'annessione delle Filippine, paragonandola al dominio britannico delle Tredici Colonie. Bryan sostenne che gli Stati Uniti avrebbero dovuto astenersi dall'imperialismo e cercare di diventare il "fattore morale supremo nel progresso del mondo e l'arbitro riconosciuto delle controversie mondiali". Nel 1900 la Lega americana anti-imperialista, che comprendeva personalità come Benjamin Harrison, Andrew Carnegie, Carl Schurz e Mark Twain, era emersa come la principale organizzazione nazionale contraria all'occupazione statunitense delle Filippine. Molti dei leader della lega si erano opposti a Bryan nel 1896 e continuavano a diffidare di lui e dei suoi seguaci. Nonostante questa sfiducia, la forte presa di posizione di Bryan contro l'imperialismo convinse la maggior parte dei leader della lega a sostenere il candidato democratico.

Risultati delle elezioni presidenziali del 1900

Ancora una volta, la campagna di McKinley godette di risorse finanziarie enormemente superiori, mentre la campagna democratica si basò in gran parte sull'oratoria di Bryan. In una giornata tipo Bryan teneva discorsi di quattro ore e discorsi più brevi, fino a sei ore di conversazione in totale. La migliore organizzazione e le maggiori risorse del Partito Repubblicano rafforzarono la candidatura di McKinley e, come nella campagna precedente, la maggior parte dei principali giornali preferì McKinley. Bryan dovette anche fare i conti con il candidato alla vicepresidenza repubblicana, Theodore Roosevelt, che era emerso come una celebrità nazionale nella guerra ispano-americana e si dimostrò un ottimo oratore pubblico. L'anti-imperialismo di Bryan non riuscì a fare presa su molti elettori e mentre la campagna si avvicinava alla fine, Bryan si spostò sempre più verso gli attacchi al potere delle grandi imprese. Ancora una volta inseguì l'elettorato dei lavoratori urbani, dicendo loro di votare contro gli interessi economici che avevano "condannato i ragazzi di questo paese a un apprendistato perpetuo".
Il giorno delle elezioni, pochi credevano che Bryan avrebbe vinto e McKinley alla fine prevalse ancora una volta su Bryan. Rispetto ai risultati del 1896, McKinley aumentò il suo margine di voto popolare e raccolse diversi stati occidentali, incluso lo stato di origine di Bryan, il Nebraska. Il programma politico repubblicano a favore di una forte economia industriale si dimostrò più importante per gli elettori delle questioni sulla moralità dell'annessione delle Filippine. Le elezioni confermarono la supremazia organizzativa del Partito Repubblicano al di fuori del Sud.

### Elezioni presidenziali del 1908

Risultati delle elezioni del 1908

### Tra le campagne presidenziali, 1901-1907
Dopo l'elezione, Bryan si dedicò al giornalismo e all'oratoria. Nel gennaio 1901 pubblicò il primo numero del suo settimanale, The Commoner, che riecheggiava i temi politici e religiosi di lunga data di Bryan. Bryan era editore e direttore del giornale, e si faceva aiutare da familiari e amici. Il Commoner divenne uno dei giornali più letti della sua epoca, vantando 145.000 abbonati a circa cinque anni dalla fondazione. Anche se la base di abbonati del giornale si sovrapponeva molto alla base elettorale di Bryan nel Midwest, il contenuto dei giornali veniva spesso ristampato dai principali giornali del Nordest. Nel 1902, Bryan, sua moglie e i suoi tre figli si trasferirono a Fairview, una villa situata a Lincoln; Bryan si riferiva alla casa come il "Monticello dell'Ovest" e spesso invitava politici e diplomatici a visitarla.
La sconfitta di Bryan nel 1900 gli costò lo status di leader indiscusso del Partito Democratico e conservatori come David B. Hill e Arthur Pue Gorman si diedero da fare per riprendere il controllo sul partito e riportarlo alle politiche dell'era di Cleveland. Nel frattempo, Roosevelt succedette a McKinley come presidente dopo che quest'ultimo fu assassinato nel settembre 1901. Roosevelt attaccò alcuni casi di cartelli e attuò altre politiche progressiste, ma Bryan sosteneva che Roosevelt non abbracciò completamente la causa progressista. Bryan chiedeva un pacchetto di riforme, tra cui un'imposta federale sul reddito, leggi contro l'adulterazione di alimenti e farmaci, un divieto di finanziamento delle campagne elettorali da parte delle imprese, un emendamento costituzionale che prevedesse l'elezione diretta dei senatori, la proprietà locale dei servizi pubblici e l'introduzione dell'iniziativa popolare e del referendum. Era anche critico della politica estera di Roosevelt e l'attaccò per aver invitato Booker T. Washington a cenare alla Casa Bianca.

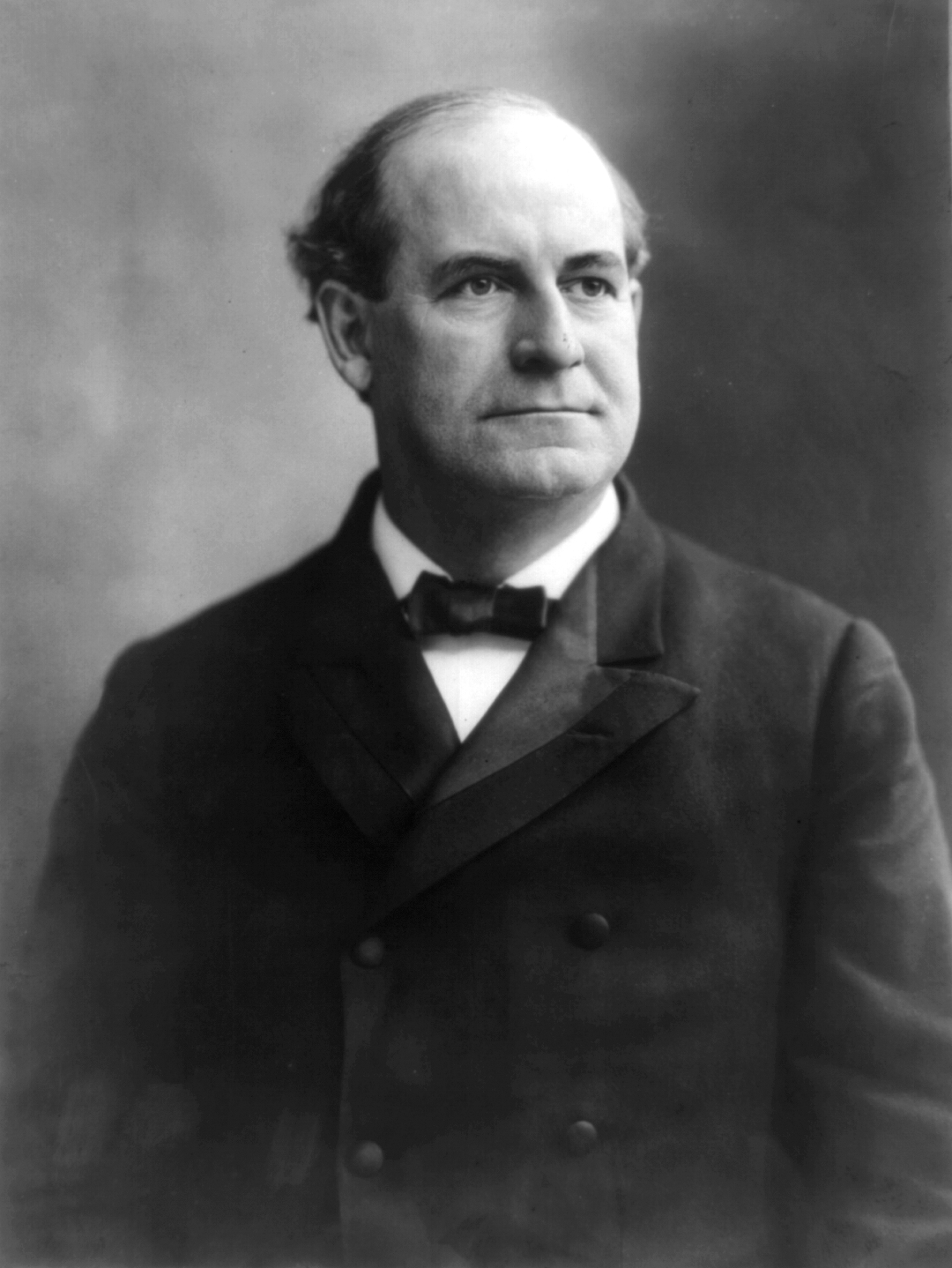
Bryan nel 1908

Prima della Convenzione nazionale democratica del 1904, Alton B. Parker, un giudice di New York e alleato conservatore di David Hill, era visto come il favorito per la nomina. I conservatori temevano che Bryan si sarebbe unito all'editore William Randolph Hearst per bloccare la nomina di Parker. Cercando di placare Bryan e altri progressisti, Hill accettò un programma elettorale che ometteva di menzionare il sistema aureo e che criticava i cartelli. Parker si aggiudicò la nomination democratica, ma Roosevelt vinse le elezioni con il più ampio margine di voto popolare dopo la guerra civile. La schiacciante sconfitta di Parker fu una sorta di vendetta per Bryan, che dopo le elezioni pubblicò un'edizione di The Commoner che consigliava ai suoi lettori: "Non scendete a compromessi con la plutocrazia".
Bryan viaggiò in Europa nel 1903, incontrando figure come Lev Tolstoj, che condividevano alcune delle opinioni religiose e politiche di Bryan. Nel 1905 Bryan e la sua famiglia intrapresero un viaggio intorno al mondo, visitando diciotto paesi in Asia e in Europa. Bryan finanziò il viaggio facendosi pagare per parlare in pubblico e pubblicando un diario di viaggio settimanale. Bryan fu accolto da una grande folla al suo ritorno negli Stati Uniti nel 1906 ed era da molti visto come il probabile candidato democratico alla presidenza del 1908. Gli elettori erano diventati sempre più aperti alle idee progressiste dopo il 1904. Lo stesso presidente Roosevelt si era spostato a sinistra, favorendo la regolamentazione federale delle tariffe ferroviarie e degli impianti di confezionamento della carne. Tuttavia, Bryan continuava a preferire riforme di più ampia portata, compresa la regolamentazione federale delle banche e dei titoli, la protezione per i sindacalisti e investimenti federali per la costruzione di autostrade e per l'istruzione. Bryan espresse anche per breve tempo sostegno alla proprietà statale e federale delle ferrovie, in un modo simile alla Germania, ma cambiò idea di fronte alla negativa reazione interna al partito.

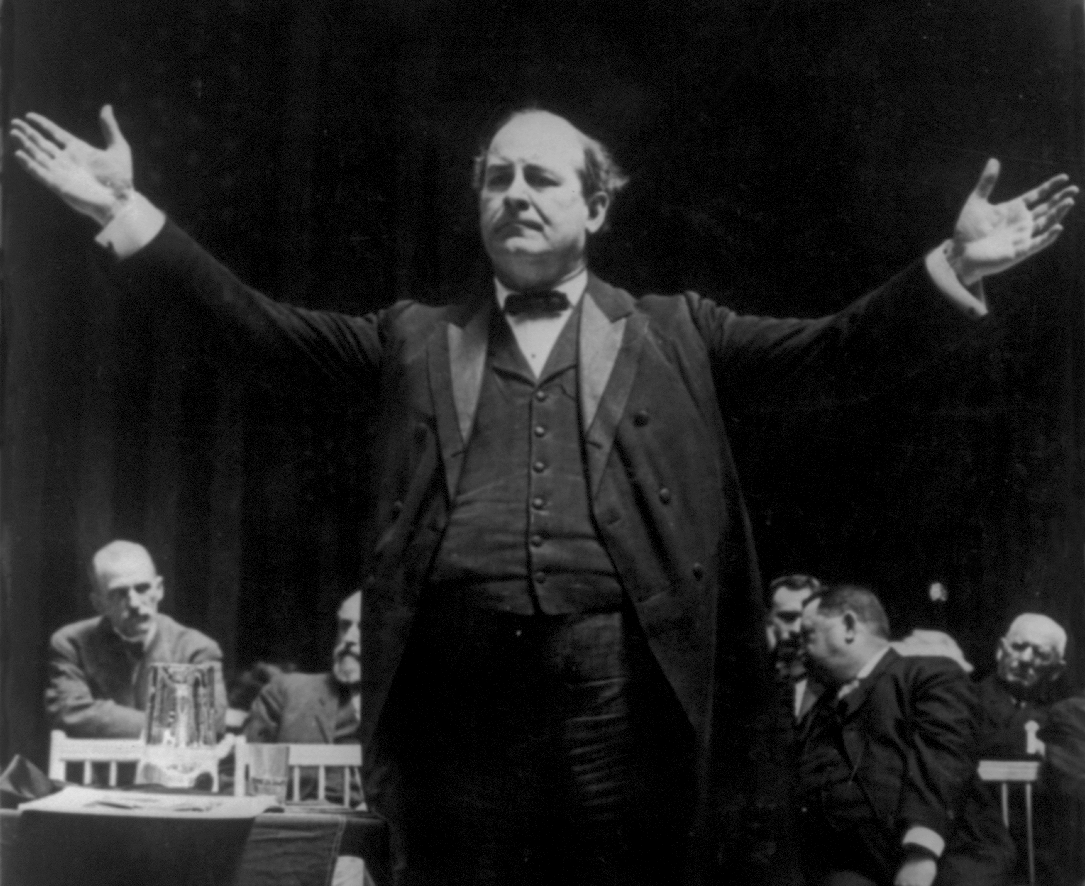
Bryan parla alla Convenzione Nazionale Democratica del 1908

Roosevelt, che godeva di grande popolarità tra gli elettori anche se si era alienato la simpatia di alcuni capi d'azienda, non volendo presentarsi dopo essere stato presidente per quasi due mandati interni, consacrò il segretario alla Guerra William Howard Taft come suo successore. Nel frattempo, Bryan ristabilì il suo controllo sul Partito Democratico, ricevendo l'appoggio da parte di numerose organizzazioni democratiche locali. I Democratici conservatori cercarono di nuovo di impedire la nomina di Bryan, ma non furono in grado di unirsi attorno a un candidato alternativo. Bryan fu nominato candidato alla presidenza al primo scrutinio della Convenzione nazionale democratica del 1908. Gli fu affiancato John W. Kern, un senatore dello stato dell'Indiana.
Bryan condusse la campagna elettorale sul programma elettorale che rifletteva le sue convinzioni di lunga data, ma anche i repubblicani avevano un programma a favore di politiche progressiste, per cui erano relativamente poche le differenze importanti tra i due principali partiti. Un punto di divisione era la garanzia sui depositi bancari, poiché Bryan era favorevole a richiedere alle banche nazionali di fornire una garanzia sui depositi. Bryan riuscì a unificare i leader del suo partito e le sue politiche a favore dei lavoratori gli valsero il primo sostegno ufficiale a un candidato presidente espresso dal sindacato AFL. Come nelle campagne precedenti, Bryan intraprese un giro di conferenze pubbliche per rafforzare la sua candidatura; Taft lo imitò poco dopo.
Bryan era fiducioso nella propria vittoria, ma Taft vinse nettamente le elezioni presidenziali del 1908. Bryan vinse solo pochi Stati al di fuori del Sud, non riuscendo ad attrarre a fondo i lavoratori delle grandi città. Bryan rimane l'unico candidato dai tempi della guerra civile a perdere tre distinte elezioni presidenziali presentandosi per uno dei principali partiti. Dalla ratifica del dodicesimo emendamento, Bryan e Henry Clay sono gli unici a vincere voti elettorali in tre elezioni presidenziali diverse perdendole tutte.
Bryan rimase una figura influente nella politica democratica e, dopo che i Democratici ebbero la maggioranza alla Camera dei Rappresentanti dopo le elezioni di medio termine del 1910, fece un'apparizione alla Camera per sostenere la riduzione dei dazi. Nel 1909, Bryan si dichiarò pubblicamente per la prima volta a favore del proibizionismo. Astemio da sempre, Bryan non aveva però voluto appoggiare il proibizionismo fino ad allora a causa dell'impopolarità della questione tra molti democratici. Secondo il biografo Paolo Colletta, Bryan "credeva sinceramente che il divieto avrebbe contribuito alla salute fisica e al miglioramento morale dell'individuo, stimolando il progresso civico e ponendo fine ai famigerati abusi legati al traffico di alcolici".
Nel 1910 si schierò anche a favore del suffragio femminile. Bryan si batté inoltre per l'introduzione dell'iniziativa legislativa popolare e del referendum come mezzo per dare agli elettori una voce diretta. Sebbene alcuni osservatori, tra cui il presidente Taft, ipotizzassero che Bryan puntasse a una quarta candidatura alla presidenza, Bryan ripetutamente smentì di avere tale intenzione.

### Presidenza Wilson

#### Elezione del 1912

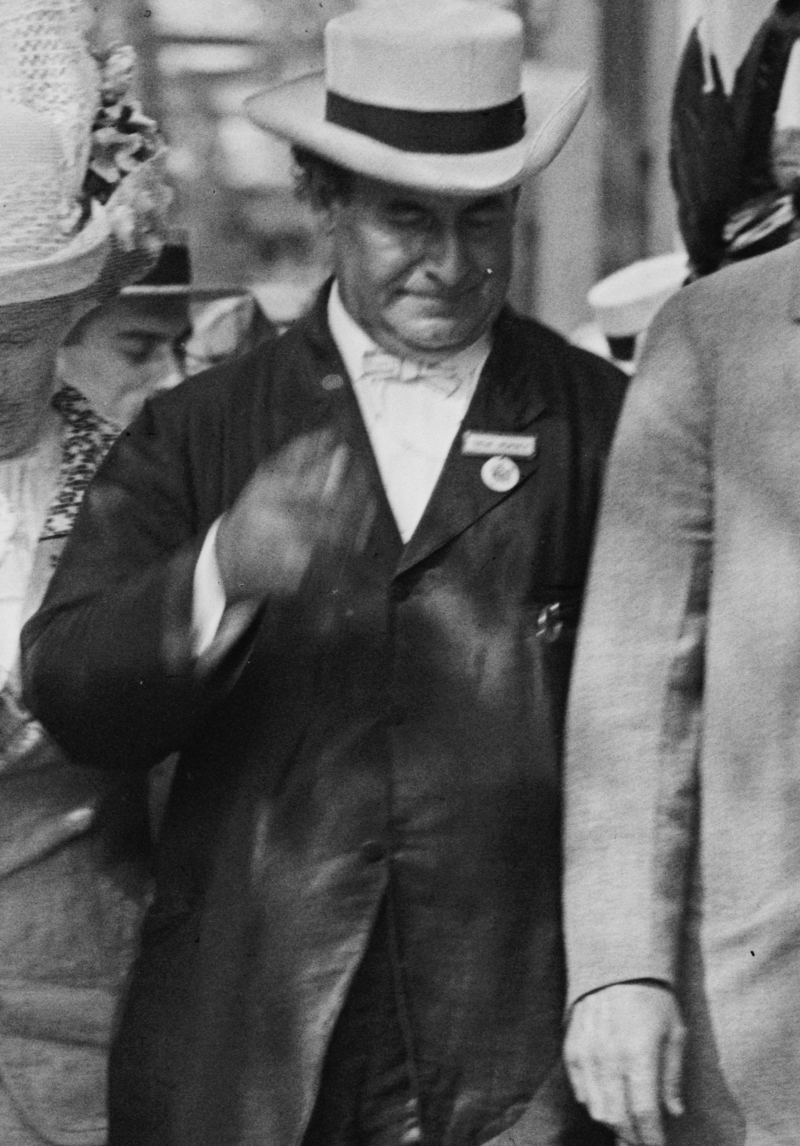
Bryan partecipa alla Convenzione nazionale democratica del 1912

Una crescente spaccatura nel Partito Repubblicano diede ai Democratici ottime probabilità di vincere le elezioni. Sebbene Bryan non abbia cercato cercato la nomina democratica in prima persona, la sua continua influenza nel partito gli dava un ruolo importante nella scelta del candidato. Bryan era intenzionato ad impedire alla corrente conservatrice di nominare il loro candidato preferito, come avevano fatto nel 1904. Puntava su due possibili candidati: il governatore del New Jersey Woodrow Wilson e il presidente della Camera Champ Clark. Questi poteva rivendicare i provvedimenti progressisti approvati, tra cui gli emendamenti costituzionali che prevedevano l'elezione diretta dei senatori e l'istituzione di un'imposta federale sul reddito, ma a Bryan non piaceva che non fosse riuscito ad abbassare i dazi, inoltre lo considerava eccessivamente amichevole con gli interessi economici conservatori. Wilson aveva criticato Bryan in passato, ma come governatore aveva un ottimo bilancio progressista. Con l'avvicinarsi della Convenzione nazionale democratica del 1912, Bryan continuò a smentire di volersi candidare, ma molti giornalisti e politici sospettavano che Bryan sperava che la Convenzione non riuscisse a decidersi tra i candidati già in corsa e che si sarebbe rivolta a lui.
Dopo l'inizio della convenzione, Bryan lavorò per far approvare una risoluzione in cui si affermava che il partito era "contrario alla nomina di qualsiasi candidato che sia un rappresentante di, o che abbia un obbligo nei confronti di J. Pierpont Morgan, Thomas F. Ryan, August Belmont, o qualsiasi altro membro della classe dei cacciatori di privilegi e dei cercatori di favori". Clark e Wilson ottennero il sostegno della maggior parte dei delegati nei primi scrutini per la presidenza, ma a entrambi sfuggì la necessaria maggioranza dei due terzi. Dopo che Tammany Hall si espresse a favore di Clark e anche la delegazione di New York gli fornì il suo sostegno, Bryan annunciò che avrebbe sostenuto Wilson. Spiegando la sua decisione, Bryan dichiarò di non poter "partecipare alla nomina di nessuno (...) che non sarà, una volta eletto, assolutamente libero di attuare la risoluzione anti-Morgan-Ryan-Belmont". Il discorso di Bryan segnò l'inizio di una costante perdita di consensi di Clark: Wilson avrebbe finalmente conquistato la nomina presidenziale dopo oltre 40 scrutini. I giornalisti attribuirono gran parte del merito della vittoria di Wilson a Bryan.
Nelle elezioni presidenziali del 1912, Wilson affrontò il presidente Taft e l'ex presidente Roosevelt, che era uscito dal Partito Repubblicano e si candidava con il suo proprio partito, il Partito Progressista. Bryan fece campagna per Wilson in tutto l'Ovest, offrendogli anche consigli su varie questioni. La scissione di Roosevelt contribuì a dare a Wilson la presidenza; conquistò oltre 400 voti elettorali con solo il 41,8% del voto popolare. Nelle concomitanti elezioni per il Congresso, i Democratici ampliarono la loro maggioranza alla Camera e conquistarono quella al Senato, avendo così il controllo totale dell'amministrazione per la prima volta dall'inizio degli anni 1890.

#### Segretario di Stato

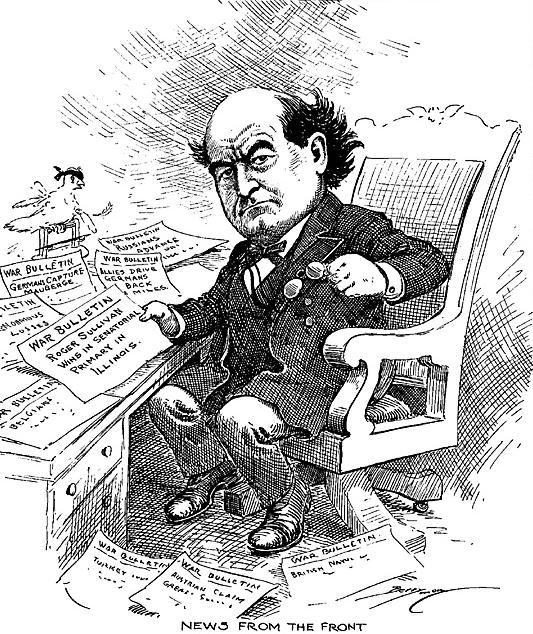
Vignetta che ritrae il segretario di Stato Bryan che legge le notizie di guerra nel 1914

Una volta in carica, Wilson nominò Bryan segretario di Stato. I lunghi viaggi di Bryan, la popolarità nel partito e il sostegno a Wilson nelle elezioni del 1912 lo resero la scelta più ovvia per quella che era tradizionalmente la posizione più alta nel governo. Bryan arrivò a capo di un dipartimento di Stato che impiegava 150 funzionari a Washington e altri 400 dipendenti nelle ambasciate all'estero. All'inizio del mandato di Wilson, il presidente e il segretario di Stato concordavano ampiamente sugli obiettivi di politica estera, compreso il rifiuto della "diplomazia del dollaro" di Taft. Condividevano anche molte priorità negli affari interni e, con l'aiuto di Bryan, Wilson orchestrò l'approvazione di leggi che riducevano le aliquote dei dazi doganali, imponevano un'imposta progressiva sul reddito, introducevano nuove misure contro le concentrazioni e istituivano la Federal Reserve System, facente funzione di banca centrale. Bryan si dimostrò particolarmente influente nell'assicurare che fosse il presidente, e non i banchieri privati, ad avere il potere di nominare il consiglio dei governatori della Federal Reserve.
Il segretario di Stato Bryan perseguì una serie di trattati bilaterali che richiedevano a entrambi i firmatari di sottoporre tutte le controversie a un arbitrato. Ottenne rapidamente l'approvazione del presidente e del Senato per procedere: a metà del 1913, El Salvador divenne la prima nazione a firmare uno dei trattati di Bryan. Anche altri 29 paesi, comprese tutte le grandi potenze europee, tranne la Germania e l'Austria-Ungheria, accettarono i trattati. Nonostante l'avversione di Bryan alle guerre, si occupò degli interventi armati degli Stati Uniti ad Haiti, nella Repubblica Dominicana e in Messico.
Dopo lo scoppio della prima guerra mondiale in Europa, Bryan sostenne costantemente la neutralità degli Stati Uniti tra la "triplice intesa" e gli imperi centrali. Con il sostegno di Bryan, Wilson inizialmente cercò di rimanere fuori dal conflitto, esortando gli statunitensi ad essere "imparziali nel pensiero tanto quanto nell'azione". Per gran parte del 1914, Bryan tentò di porre fine alla guerra con il negoziato, ma i capi di Stato dell'intesa e degli imperi centrali non erano in realtà interessati alla mediazione degli Stati Uniti. Mentre Bryan rimase fermamente impegnato per la neutralità, Wilson e gli altri membri dell'amministrazione divennero sempre più solidali con l'Intesa. L'incidente del marzo 1915, in cui un sottomarino tedesco affondò una nave passeggeri britannica con a bordo un cittadino statunitense, fu un duro colpo alla causa della neutralità. L'affondamento dell'RMS Lusitania nel maggio 1915 da parte di un altro sottomarino tedesco galvanizzò ulteriormente il sentimento antitedesco, poiché 128 americani morirono nell'incidente. Bryan sostenne che il blocco britannico della Germania fosse aggressivo quanto la campagna tedesca dei sottomarini. Affermò anche che viaggiando su navi britanniche, "un cittadino americano può, mettendo la propria attività al di sopra della sua considerazione per questo paese, assumersi a proprio vantaggio rischi inutili e quindi coinvolgere il suo paese in complicazioni internazionali". Dopo che Wilson inviò un messaggio ufficiale di protesta alla Germania e si rifiutò di avvertire pubblicamente gli statunitensi di non viaggiare su navi britanniche, Bryan consegnò la sua lettera di dimissioni a Wilson l'8 giugno 1915.

### Carriera successiva

#### Coinvolgimento politico
Per le elezioni presidenziali del 1916, alcuni esponenti del Partito Proibizionista tentarono di coinvolgere Bryan come loro candidato, ma rifiutò l'offerta tramite telegramma.
Nonostante le loro differenze sulla politica estera, Bryan sostenne la campagna di rielezione di Wilson del 1916. Sebbene non fosse delegato ufficiale, la Convenzione nazionale democratica del 1916 sospese le proprie regole per consentire a Bryan di parlare; egli tenne un discorso ben accolto che difese con forza il bilancio di Wilson sulle questioni interne. Bryan fece campagna attivamente per Wilson, pronunciando decine di discorsi, principalmente a ovest del fiume Mississippi. Alla fine, Wilson batté di misura il candidato repubblicano, Charles Evans Hughes. Quando gli Stati Uniti entrarono nella prima guerra mondiale nell'aprile 1917, Bryan scrisse a Wilson: "Ritenendo che sia dovere del cittadino portare la sua parte del fardello della guerra e la sua parte del rischio, offro i miei servizi al governo. Per favore arruolatemi come soldato ogni volta che necessario, e assegnatemi a qualsiasi lavoro che posso fare". Wilson rifiutò di nominare Bryan a un incarico federale, ma Bryan accettò la richiesta di Wilson di fornire appoggio in pubblico allo sforzo bellico attraverso i suoi discorsi e articoli. Dopo la guerra, nonostante alcune riserve, Bryan sostenne lo sforzo infruttuoso di Wilson di portare gli Stati Uniti nella Società delle Nazioni.
Dopo aver lasciato gli incarichi, Bryan trascorse gran parte del suo tempo a difendere la giornata lavorativa di otto ore, un salario minimo, il diritto allo sciopero per i sindacati e, sempre più, il suffragio femminile e il proibizionismo. Il Congresso approvò il diciottesimo emendamento, che prevedeva il divieto di alcolici a livello nazionale, nel 1917. Due anni dopo, il Congresso approvò il diciannovesimo emendamento, che concedeva alle donne il diritto di voto. Entrambi gli emendamenti furono ratificati nel 1920. Durante gli anni 1920, Bryan chiese ulteriori riforme, tra cui sussidi agricoli, la garanzia di un salario dignitoso, il finanziamento pubblico integrale delle campagne politiche e la fine della discriminazione legale di genere.
Alcuni proibizionisti e altri sostenitori di Bryan cercarono di convincere il tre volte candidato alla presidenza a partecipare alle elezioni presidenziali del 1920 e un sondaggio del Literary Digest condotto a metà del 1920 classificò Bryan come il quarto candidato democratico potenziale più popolare. Bryan, tuttavia, rifiutò di candidarsi nuovamente, scrivendo "se posso aiutare questo mondo a bandire l'alcol e poi a bandire la guerra (...) nessuna carica, nessuna presidenza, può offrire gli onori che saranno miei". Partecipò alla Convenzione nazionale democratica del 1920 come delegato del Nebraska, ma fu deluso dalla nomina del governatore James M. Cox, che non aveva sostenuto la ratifica del diciottesimo emendamento. Bryan rifiutò la nomina presidenziale del Partito Proibizionista e si rifiutò di fare una campagna per Cox, rendendo l'elezione del 1920 la prima dopo oltre trent'anni in cui non fece attivamente campagna.
Sebbene sempre meno coinvolto nella politica democratica dopo il 1920, Bryan partecipò alla Convenzione nazionale democratica del 1924 come delegato dalla Florida. Contribuì a sconfiggere una risoluzione che condannava il Ku Klux Klan perché si aspettava che l'organizzazione sarebbe presto scomparsa; Bryan non amava il Klan ma non lo attaccò mai pubblicamente. Si oppose fermamente alla candidatura di Al Smith poiché era ostile al proibizionismo. Dopo oltre 100 scrutini, la convenzione democratica nominò John W. Davis, un avvocato conservatore di Wall Street. Per bilanciare con un progressista, la Convenzione nominò vice presidente il fratello di Bryan, Charles W. Bryan. William Bryan rimase deluso dalla nomina di Davis, ma approvò vivamente la nomina del fratello e tenne numerosi discorsi elettorali a sostegno del binomio democratico. Davis subì una delle peggiori sconfitte nella storia del Partito Democratico, prendendo solo il 29% dei voti contro il presidente repubblicano Calvin Coolidge e il candidato del Partito Progressista Robert M. La Follette.

### Attivismo anti-evoluzione

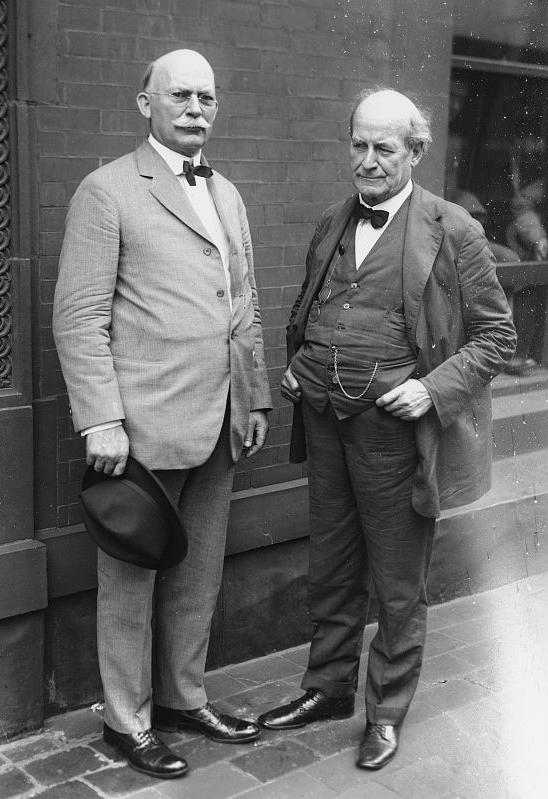
I fratelli Charles W. e William J. Bryan

Negli anni 1920 Bryan distolse la sua attenzione dalla politica, diventando una delle figure religiose più importanti del paese. A Miami, dove si era trasferito cercando un clima migliore per la salute della moglie Mary, malata di artrite, tenne un corso biblico settimanale; pubblicò inoltre diversi libri a tema religioso. Fu una delle prime persone a predicare la fede religiosa alla radio, raggiungendo ascoltatori di tutto il paese. Bryan accolse con favore la proliferazione di fedi diverse dal cristianesimo protestante, ma era profondamente preoccupato per il rifiuto di una lettura letterale della Bibbia da parte di molti protestanti. Secondo lo storico Ronald L. Numbers, Bryan non era fondamentalista quanto molti creazionisti moderni del XXI secolo, ma era definibile più accuratamente come un "creazionista non letterale". Bradley J. Longfield ipotizza che Bryan fosse un "evangelista sociale teologicamente conservatore".
Negli ultimi anni della sua vita, Bryan divenne il leader non ufficiale di un movimento che cercava di impedire alle scuole pubbliche di insegnare la teoria dell'evoluzione di Charles Darwin. Bryan aveva da tempo espresso scetticismo e preoccupazione riguardo alla teoria di Darwin; nella sua famosa conferenza di Chautauqua del 1909, "Il principe della pace", Bryan aveva avvertito che la teoria dell'evoluzione poteva minare le basi della moralità. Bryan si oppose alla teoria di Darwin dell'evoluzione attraverso la selezione naturale per due ragioni: in primo luogo, credeva che ciò che considerava un racconto materialistico della discendenza dell'uomo (e di tutta la vita) attraverso l'evoluzione fosse direttamente contrario al racconto biblico della creazione. In secondo luogo, considerava il darwinismo applicato alla società (darwinismo sociale) una grande forza del male nel mondo, che promuove l'odio e i conflitti e inibisce la mobilità sociale ed economica verso l'alto dei poveri e degli oppressi.
Come parte della sua crociata contro il darwinismo, Bryan chiese leggi statali e locali che vietassero alle scuole pubbliche di insegnare l'evoluzione. Voleva che i legislatori non mettessero sanzioni penali alle leggi anti-evoluzione ed esortò a consentire agli educatori di insegnare l'evoluzione come "ipotesi" piuttosto che come fatto. Solo cinque stati, tutti nel sud, risposero all'appello di Bryan a impedire l'insegnamento dell'evoluzione nelle scuole pubbliche.
Bryan era preoccupato che la teoria dell'evoluzione stesse guadagnando terreno non solo nelle università, ma anche all'interno della chiesa. Era stato a lungo un anziano presbiteriano, e decise di candidarsi alla posizione di moderatore dell'assemblea generale della Chiesa presbiteriana negli Stati Uniti, perdendo tuttavia l'elezione, di misura. 

### Processo Scopes

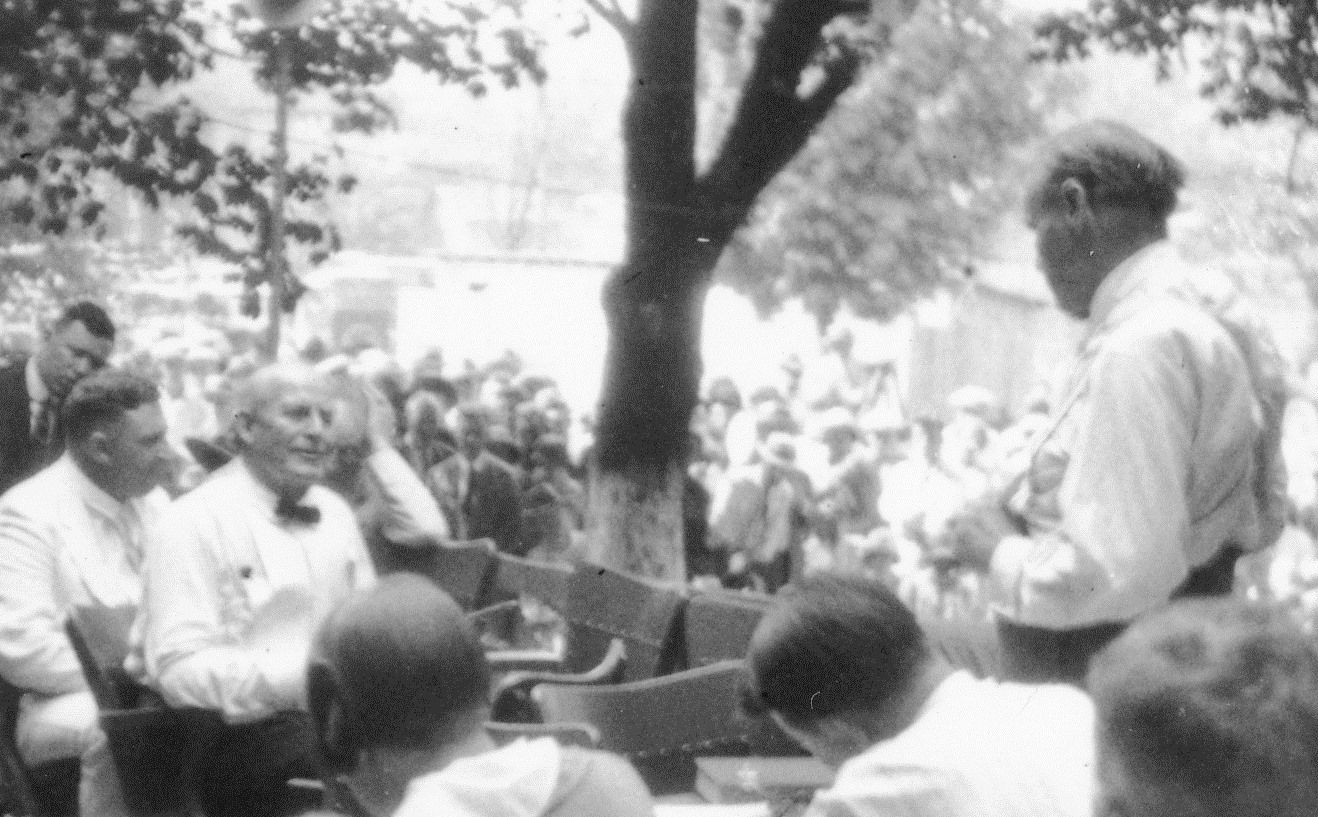
Al processo Scopes, William Jennings Bryan (seduto, a sinistra) viene interrogato da Clarence Darrow (in piedi, a destra).

Dal 10 luglio al 21 luglio 1925 Bryan partecipò al cosiddetto "processo Scopes", noto anche come con il nome di “Scopes Monkey Trial”, ovvero il processo della scimmia di Scopes, molto pubblicizzato, che mise alla prova la legge del Tennessee, detta Butler Act, che vietava l'insegnamento dell'evoluzione nelle scuole pubbliche. L'imputato, John T. Scopes, aveva violato la legge mentre prestava servizio come insegnante sostitutivo di biologia a Dayton, nel Tennessee. La sua difesa fu pagata dall'American Civil Liberties Union e guidata in tribunale dal famoso avvocato Clarence Darrow. Nessuno negò che Scopes avesse violato il Butler Act, ma Darrow sostenne che lo statuto violava la clausola sulla libertà di culto del primo emendamento della Costituzione. Bryan difese il diritto dei genitori di scegliere ciò che è insegnato a scuola, sostenne che il darwinismo era solo un'"ipotesi" e affermò che Darrow e altri intellettuali stavano cercando di mettere in dubbio "ogni standard morale che la Bibbia ci offre".
Alla fine il giudice incaricò la giuria di emettere un verdetto di colpevolezza e Scopes fu multato di 100 dollari per aver violato il Butler Act. I mezzi di informazione nazionali trattarono del processo in modo molto dettagliato, con H. L. Mencken che ridicolizzò Bryan come simbolo dell'ignoranza e dell'anti-intellettualismo del Sud. Persino molti giornali del Sud criticarono la condotta di Bryan durante il processo; il Memphis Commercial Appeal riferì che "Darrow è riuscito a dimostrare che Bryan sa poco della scienza del mondo". A Bryan non fu concesso un'ultima dichiarazione al processo, ma poi fece pubblicare il discorso che aveva intenzione di fare. In essa, Bryan scrisse che "la scienza è una magnifica forza materiale, ma non è un'insegnante di morale". La relazione tra Bryan e questo processo sta nella sua argomentazione conclusiva che però non fu messa agli atti: «Se esistesse in natura una forza della progressione, una spinta eterna, la chimica la scoprirebbe. Ma non esiste.»

### Morte
Nei giorni successivi allo processo Scopes, Bryan tenne diversi discorsi in Tennessee. Domenica 26 luglio 1925 Bryan morì nel sonno di apoplessia Il corpo di Bryan fu trasportato in treno da Dayton a Washington. Fu sepolto al cimitero nazionale di Arlington, con un epitaffio che dice "Statista, ma amico della verità! Di animo sincero, leale nell'azione, e puro nell'onore" e dall'altra parte "Mantenne la fede"

## Lascito

### Reputazione storica ed eredità politica
Bryan ha suscitato visioni contrastanti durante la sua vita e la sua reputazione rimane contrastata. Lo scrittore Scott Farris sostiene che "molti non riescono a capire Bryan perché occupa un posto raro nella società (...) troppo progressista per i religiosi di oggi [e] troppo religioso per i progressisti di oggi". Jeff Taylor rifiuta l'idea che Bryan fosse un "pioniere del welfare state" e un "precursore del New Deal", ma sostiene che Bryan accettava un governo federale interventista più di quanto lo fossero stati i suoi predecessori democratici. Il biografo Michael Kazin, tuttavia, ritiene che
Bryan è stato il primo leader di un importante partito a sostenere l'espansione permanente dell'intervento del governo federale per fornire assistenza agli americani comuni delle classi lavoratrici e medie (...) ha fatto più di qualsiasi altro uomo, tra la caduta di Grover Cleveland e l'elezione di Woodrow Wilson, per trasformare il suo partito da baluardo del laissez-faire a quel bastione di progressismo che identifichiamo con Franklin D. Roosevelt e i suoi discendenti ideologici.
Kazin sostiene che, rispetto a Bryan, "solo Theodore Roosevelt e Woodrow Wilson hanno avuto un impatto maggiore sulla politica e sulla cultura politica durante l'era delle riforme iniziata a metà degli anni 1890 e durata fino all'inizio degli anni 1920". Scrivendo nel 1931, l'ex segretario del Tesoro William Gibbs McAdoo affermò che "a parte gli occupanti della Casa Bianca, Bryan (...) ha lasciato il segno sull’elaborazione delle politiche pubbliche degli ultimi quarant'anni più di qualsiasi altro". Lo storico Robert D. Johnston osserva che Bryan era "probabilmente [il] politico più influente delle Grandi Pianure". Nel 2015, il politologo Michael G. Miller e lo storico Ken Owen hanno classificato Bryan come uno dei quattro politici statunitensi più influenti che non sono mai stati presidente, insieme ad Alexander Hamilton, Henry Clay e John C. Calhoun.
Kazin sottolinea anche i limiti dell'influenza di Bryan, osservando che "per decenni dopo la morte di [Bryan], influenti studiosi e giornalisti lo hanno descritto come un ipocrita sempliciotto che desiderava preservare un'età che era già passata". Scrivendo nel 2006, l'autore Richard Lingeman ha osservato che "William Jennings Bryan è ricordato principalmente come il vecchio folle fanatico Fredric March, personaggio del film ...e l'uomo creò Satana". Allo stesso modo, nel 2011, John McDermott ha scritto che "Bryan è forse meglio conosciuto come il burbero avvocato sudaticcio che difese il Tennessee nel processo Scopes. Dopo la sua arringa a favore del creazionismo, divenne una caricatura derisa da tutti, un sudaticcio grassottello privo di ostentazione." Kazin scrive che "gli studiosi si sono sempre più interessati alle motivazioni di Bryan, se non alle sue azioni" nel processo Scopes, a causa del rifiuto di Bryan dell'eugenetica, una pratica su cui molti evoluzionisti degli anni 1920 erano d'accordo.

Kazin nota anche la macchia che l'accettazione di Bryan delle leggi Jim Crow pone sulla sua reputazione, scrivendo:
Il suo unico grande difetto era appoggiare, con una studiata mancanza di riflessione, il sistema oppressivo Jim Crow, una visione condivisa, fino alla fine degli anni 1930, da quasi tutti i democratici bianchi. (...) Dopo la morte di Bryan nel 1925, la maggior parte degli intellettuali e degli attivisti della sinistra in senso largo rifiutò l'amalgama che lo aveva ispirato: una rigida moralità populista basata su una lettura attenta della Scrittura (...) Progressisti e radicali dall'età di Franklin Delano Roosevelt ad oggi hanno avuto la tendenza a disprezzare quel credo come ingenuo e bigotto, un residuo di un'era di supremazia protestante bianca che è, o dovrebbe essere, passata.
Tuttavia, personalità di spicco di entrambe le parti hanno elogiato Bryan e il suo lascito. Nel 1962 l'ex presidente Harry Truman disse che Bryan "era un grande, uno dei più grandi". Truman affermò anche: "Se non fosse per il vecchio Bill Bryan, ora non ci sarebbe alcun progressismo nel paese. Bryan ha mantenuto vivo il progressismo, lo ha fatto andare avanti."  Tom L. Johnson, il sindaco progressista di Cleveland, si riferì alla campagna di Bryan nel 1896 come "la prima grande lotta delle masse nel nostro paese contro le classi privilegiate". In un discorso del 1934, dedicando un memoriale a Bryan, il presidente Franklin D. Roosevelt disse:
Penso che sceglieremmo la parola "sincerità" come la più adatta a lui [Bryan] (...) è stata quella sincerità che gli ha reso servizio così bene nella sua lotta per tutta la vita contro la falsità, il privilegio e il torto. È stata quella sincerità che lo ha reso una forza positiva nella sua stessa generazione e ha mantenuto in vita molte delle antiche fedi su cui stiamo costruendo oggi. Possiamo (...) essere d'accordo che ha combattuto la buona lotta; che è andato fino in fondo; e che ha mantenuto la fede.
Più recentemente, i repubblicani conservatori come Ralph Reed hanno omaggiato il lascito di Bryan; Reed ha descritto Bryan come "il politico evangelico più significativo del ventesimo secolo". La carriera di Bryan è stata spesso paragonata a quella di Donald Trump.

### Nella cultura popolare
Inherit the Wind, un dramma teatrale del 1955 di Jerome Lawrence e Robert Edwin Lee, è un resoconto molto romanzato del processo Scopes scritto in risposta al maccartismo. L'adattamento cinematografico del 1960 fu diretto da Stanley Kramer e interpretato da Fredric March nei panni dell'avvocato ispirato a Bryan e Spencer Tracy in quelli dell'avvocato di Scopes.
È stato suggerito da alcuni economisti, storici e critici letterari che L. Frank Baum ritrasse Bryan come il leone codardo in Il meraviglioso mago di Oz, pubblicato nel 1900. Queste affermazioni si basano in parte sull'attività di Baum come sostenitore repubblicano a favore di William McKinley e delle sue politiche.
La biografia di Bryan appare in "Il 42º parallelo" di John Dos Passos.